# Muhammadu Buhari
Muhammadu Buhari (Katsina, 17 de diciembre de 1942-Londres, 13 de julio de 2025) fue un político y general nigeriano que fue el séptimo presidente de Nigeria y el primero del régimen militar que siguió a la Segunda República de ese país de 1983 a 1985. 

## Biografía
Antes de su primer gobierno, Buhari participó en la Guerra de Biafra y fue a la United States Army War College. Ocupó el cargo desde el 31 de diciembre de 1983, año en que se produjo el golpe de Estado, implementó leyes de moralidad y encarceló a Fela Kuti. En el 27 de agosto de 1985 fue sucedido por Ibrahim Babangida mediante otro golpe.
Tras su gobierno, fue candidato presidencial en 2003, 2007 y 2011, saliendo derrotado en las tres oportunidades. En las elecciones celebradas el 28 de marzo de 2015 obtiene mayoría absoluta al conseguir el 53,23 % de los votos y se convierte así en el nuevo presidente del país, sucediendo a Goodluck Jonathan, tomando posesión el 29 de mayo de 2015.